# Золотая Липа (село)
Золотая Липа (укр. Золота Липа) — село в Тлумачской городской общине Ивано-Франковского района Ивано-Франковской области Украины.
Население по переписи 2001 года составляло 91 человек. Занимает площадь 3,389 км². Почтовый индекс — 78010. Телефонный код — 03479.

## Интереснее факты
- В сельском водоеме водится краснокнижная рыба[1] Вырезуб причерноморский[2]

## Население
- 2001 год 91 человек
- 2022 год 45 человек[3]